# Lijst van rijksmonumenten in Biessum
De plaats Biessum telt 30 inschrijvingen in het rijksmonumentenregister. Hieronder een overzicht. 
Voor een overzicht van beschikbare afbeeldingen zie de categorie Rijksmonumenten in Eemsdelta op Wikimedia Commons.
| Object | Oorspronkelijke functie? | Bouwjaar                                       | Architect | Locatie                                 | Coördinaten?                  | Nr.?  | Afbeelding                                                                                         |
| --- | ------------------------ | ---------------------------------------------- | --------- | --------------------------------------- | ----------------------------- | ----- | -------------------------------------------------------------------------------------------------- |
| Boerderij met woonhuis onder afgewolfd zadeldak, grote schuur onder zadeldak en bakhuis                                       | Boerderij                | 19e eeuw                                       |           | Ossenweg 2                              | 53° 20' 0" NB, 6° 53' 54" OL  | 12313 | Boerderij met woonhuis onder afgewolfd zadeldak, grote schuur onder zadeldak en bakhuis            |
| Boerderij met woonhuis onder pannen schilddak, schuur onder afgewolfd rieten zadeldak en bijschuur                            | Boerderij                | 1850-1900 (uitbr. schuur) 1875-1900 (woonhuis) |           | Ossenweg 31                             | 53° 20' 6" NB, 6° 53' 48" OL  | 12315 | Boerderij met woonhuis onder pannen schilddak, schuur onder afgewolfd rieten zadeldak en bijschuur |
| Boerderij met woning en schuur onder doorgaand dak                                                                            | Boerderij                | 1814                                           |           | Ossenweg 33                             | 53° 20' 5" NB, 6° 53' 50" OL  | 12316 | Boerderij met woning en schuur onder doorgaand dak                                                 |
| Percelen grond die deel uitmaken van het beschermde oudheidkundige aardewerk                                                  | Gebouw                   |                                                |           | bij Ossenweg 4                          | 53° 20' 2" NB, 6° 54' 1" OL   | 12317 | Upload foto                                                                                        |
| Perceel grond dat deel uitmaakt van het beschermde oudheidkundige aardewerk (zuidzijde wierde)                                | Gebouw                   |                                                |           | bij Ossenweg 4                          | 53° 19' 56" NB, 6° 53' 51" OL | 18176 | Upload foto                                                                                        |
| Perceel grond dat deel uitmaakt van het beschermde oudheidkundige aardewerk (oostelijk deel wierde)                           | Gebouw                   |                                                |           | bij Ossenweg 1                          | 53° 20' 3" NB, 6° 53' 52" OL  | 18177 | Upload foto                                                                                        |
| Perceel grond dat deel uitmaakt van het beschermde oudheidkundige aardewerk (zuidoostelijk deel wierde)                       | Gebouw                   |                                                |           | bij Ossenweg 9                          | 53° 19' 59" NB, 6° 53' 50" OL | 18178 | Upload foto                                                                                        |
| Perceel grond dat deel uitmaakt van het beschermde oudheidkundige aardewerk (midden wierde)                                   | Gebouw                   |                                                |           | bij Ossenweg 29a                        | 53° 20' 3" NB, 6° 53' 44" OL  | 18179 | Upload foto                                                                                        |
| Perceel grond dat deel uitmaakt van het beschermde oudheidkundige aardewerk (zuidoostelijk deel wierde)                       | Gebouw                   |                                                |           | bij Ossenweg 13                         | 53° 19' 59" NB, 6° 53' 48" OL | 18180 | Upload foto                                                                                        |
| Perceel grond dat deel uitmaakt van het beschermde oudheidkundige aardewerk                                                   | Gebouw                   |                                                |           |                                         | 53° 21' 27" NB, 6° 51' 33" OL | 18181 | Upload foto                                                                                        |
| Perceel grond dat deel uitmaakt van het beschermde oudheidkundige aardewerk (zuidelijk deel wierde)                           | Gebouw                   |                                                |           | bij Ossenweg 13a                        | 53° 19' 58" NB, 6° 53' 47" OL | 18182 | Upload foto                                                                                        |
| Perceel grond dat deel uitmaakt van het beschermde oudheidkundige aardewerk (noordelijk deel wierde)                          | Gebouw                   |                                                |           | bij Ossenweg 29                         | 53° 20' 6" NB, 6° 53' 45" OL  | 18183 | Upload foto                                                                                        |
| Perceel grond dat deel uitmaakt van het beschermde oudheidkundige aardewerk (noordwestelijk deel wierde)                      | Gebouw                   |                                                |           | bij Ossenweg 27                         | 53° 20' 6" NB, 6° 53' 41" OL  | 18184 | Upload foto                                                                                        |
| Perceel grond dat deel uitmaakt van het beschermde oudheidkundige aardewerk (noordzijde wierde)                               | Gebouw                   |                                                |           | aan de Wierdenweg naast de volkstuinen  | 53° 20' 11" NB, 6° 53' 45" OL | 18185 | Upload foto                                                                                        |
| Perceel grond dat deel uitmaakt van het beschermde oudheidkundige aardewerk (noordzijde wierde)                               | Gebouw                   |                                                |           | aan de Wierdenweg naast de volkstuinen  | 53° 20' 11" NB, 6° 53' 44" OL | 18186 | Upload foto                                                                                        |
| Perceel grond dat deel uitmaakt van het beschermde oudheidkundige aardewerk (tussen volkstuinen aan noordzijde wierde)        | Gebouw                   |                                                |           | aan de Wierdenweg tussen de volkstuinen | 53° 20' 17" NB, 6° 53' 39" OL | 18187 | Upload foto                                                                                        |
| Perceel grond dat deel uitmaakt van het beschermde oudheidkundige aardewerk                                                   | Gebouw                   |                                                |           | t.o. Ossenweg 25                        | 53° 20' 3" NB, 6° 53' 38" OL  | 18188 | Upload foto                                                                                        |
| Perceel grond dat deel uitmaakt van het beschermde oudheidkundige aardewerk (westzijde wierde)                                | Gebouw                   |                                                |           | t.o. Ossenweg 23                        | 53° 19' 59" NB, 6° 53' 20" OL | 18189 | Perceel grond dat deel uitmaakt van het beschermde oudheidkundige aardewerk (westzijde wierde)     |
| Perceel grond dat deel uitmaakt van het beschermde oudheidkundige aardewerk (zuidelijk deel wierde)                           | Gebouw                   |                                                |           | bij Ossenweg 4                          | 53° 19' 57" NB, 6° 53' 48" OL | 18190 | Upload foto                                                                                        |
| Perceel grond dat deel uitmaakt van het beschermde oudheidkundige aardewerk (zuidelijk deel wierde)                           | Gebouw                   |                                                |           | bij Ossenweg 4                          | 53° 19' 58" NB, 6° 53' 48" OL | 18191 | Upload foto                                                                                        |
| Percelen grond die deel uitmaken van het beschermde oudheidkundige aardewerk (zuidoostelijk deel wierde)                      | Gebouw                   |                                                |           | bij Ossenweg 2                          | 53° 20' 2" NB, 6° 53' 55" OL  | 18192 | Upload foto                                                                                        |
| Perceel grond dat deel uitmaakt van het beschermde oudheidkundige aardewerk (zuidelijk deel wierde)                           | Gebouw                   |                                                |           | bij Ossenweg 15                         | 53° 19' 58" NB, 6° 53' 46" OL | 18193 | Upload foto                                                                                        |
| Perceel grond dat deel uitmaakt van het beschermde oudheidkundige aardewerk (noordoostelijk deel wierde)                      | Gebouw                   |                                                |           | bij Ossenweg 33                         | 53° 20' 5" NB, 6° 53' 50" OL  | 18194 | Upload foto                                                                                        |
| Perceel grond dat deel uitmaakt van het beschermde oudheidkundige aardewerk (noordelijk deel wierde)                          | Gebouw                   |                                                |           | bij Ossenweg 28                         | 53° 20' 6" NB, 6° 53' 43" OL  | 18195 | Upload foto                                                                                        |
| Perceel grond dat deel uitmaakt van het beschermde oudheidkundige aardewerk                                                   | Gebouw                   |                                                |           |                                         | 53° 21' 27" NB, 6° 51' 33" OL | 18196 | Upload foto                                                                                        |
| Perceel grond dat deel uitmaakt van het beschermde oudheidkundige aardewerk (westelijk deel wierde)                           | Gebouw                   |                                                |           | bij Ossenweg 25                         | 53° 20' 3" NB, 6° 53' 38" OL  | 18197 | Upload foto                                                                                        |
| Perceel grond dat deel uitmaakt van het beschermde oudheidkundige aardewerk (oostelijk deel wierde, zelfde locatie als 18199) | Gebouw                   |                                                |           | bij Ossenweg 5                          | 53° 20' 2" NB, 6° 53' 53" OL  | 18198 | Upload foto                                                                                        |
| Perceel grond dat deel uitmaakt van het beschermde oudheidkundige aardewerk (oostelijk deel wierde, zelfde locatie als 18198) | Gebouw                   |                                                |           | bij Ossenweg 5                          | 53° 20' 2" NB, 6° 53' 53" OL  | 18199 | Upload foto                                                                                        |
| Perceel grond dat deel uitmaakt van het beschermde oudheidkundige aardewerk (oostzijde wierde)                                | Gebouw                   |                                                |           | bij Ossenweg 3                          | 53° 20' 2" NB, 6° 53' 53" OL  | 18200 | Upload foto                                                                                        |
| Terrein met twee wierden | Archeologisch monument   | ca. begin jaartelling                          |           | t.o. Ossenweg 23                        | 53° 19' 59" NB, 6° 53' 31" OL | 45305 | Upload foto                                                                                        |